# Mikołaj Kuncewicz
Mikołaj Kuncewicz herbu Łabędź (zm. 27 sierpnia 1660 roku) – podkomorzy piński w latach 1633-1660, podstarości piński w latach 1632-1633.
Poseł na sejm 1649/1650 roku.
Podpisał pacta conventa Władysława IV Wazy w 1632 roku.